# 米爾扎·阿齊茲·科卡
米爾扎·阿齊茲·科卡（Mirza Aziz Koka，約1542年—1624年），又名科卡爾塔什（Kokaltash），綽號汗-阿扎姆（Khan-i-Azam），他是蒙兀兒帝國皇帝阿克巴的同乳兄弟，在阿克巴和其子賈漢吉爾執政時期，阿齊茲·科卡始終是宮廷中最顯赫的貴族之一。除此之外，阿齊茲·科卡的其中一位女兒嫁給了霍斯勞·米爾扎為妻，他的另一個女兒哈碧芭·芭奴·貝居姆（Habiba Banu Begum）則於1587年和阿克巴的兒子穆拉德·米爾扎成婚。

## 生平

### 早年
阿齊茲·科卡的父親阿塔嘎汗是蒙兀兒皇帝阿克巴的首相，母親則為阿克巴的乳母吉吉·安嘉（Jiji Anga），由於其自幼和阿克巴吃同一個奶長大，為此他獲得「科卡」（Koka）的稱號，即「義兄弟」之意。1562年，阿塔嘎汗被阿克巴的另一位乳母瑪哈慕·安嘉之子阿德哈姆汗謀殺，父親死後，阿齊茲·科卡於1566年至1567年間在德里的尼扎姆丁·奧利耶墓地旁修建了其父的墳墓，另一方面，阿德哈姆汗則被阿克巴親自下令處死。
在阿克巴征服古吉拉特後，任命阿齊茲·科卡為古吉拉特蘇巴的總督（蘇巴達爾）。1573年，古吉拉特人發起叛亂，叛軍圍攻位於亞美達巴德的阿齊茲·科卡，所幸他始終堅定固守著這座城市，直到阿克巴帶領大軍趕來解圍。1579年，阿齊茲·科卡被任命為比哈爾總督，受命平息孟加拉地區的叛亂，然而，直到隔年叛軍開始佔領比哈爾時，他才開始著手平叛。當阿齊茲·科卡於1586年奉命遠征德干高原時，他也同樣地不情不願。

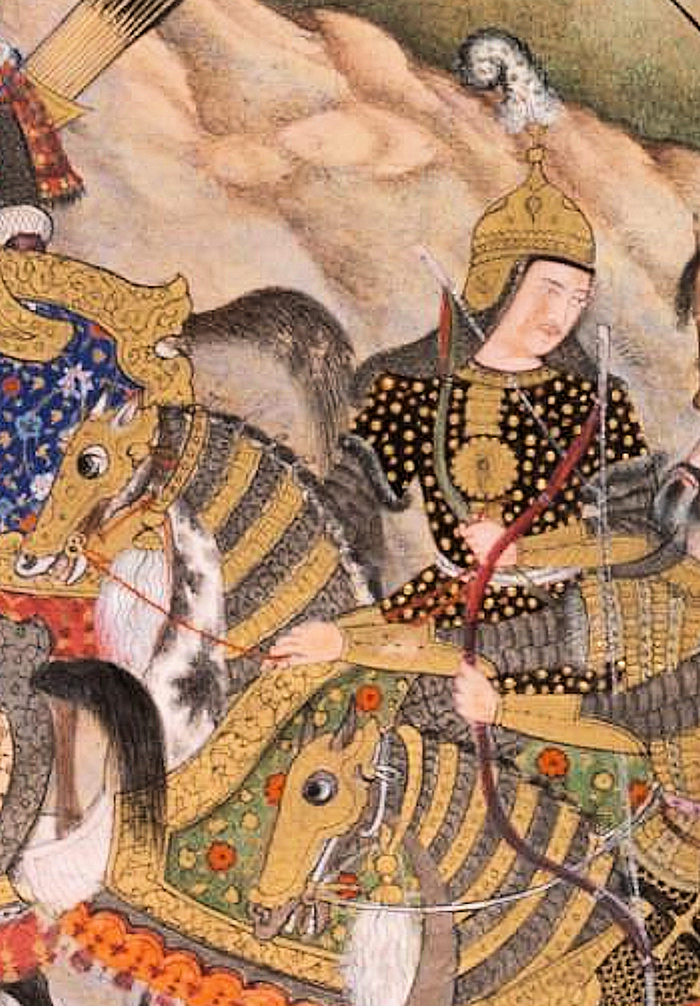
身著盔甲，騎馬征戰的阿齊茲·科卡

阿克巴對他這名義兄弟兼兒時玩伴非常寬容。然而，阿齊茲·科卡並未全心服從於他的皇帝阿克巴，尤其在阿克巴頒布全國所有馬匹都須打上烙印的法律時，他更是激烈反對，不僅如此，阿齊茲·科卡亦難以接受阿克巴在宮廷儀式中，新增需要跪拜的禮節。1592年，當阿齊茲·科卡被傳召至宮廷時，他轉而前往麥加朝覲，抵達當地後，阿齊茲·科卡在那裡待了長達一年半的時間，直到阿克巴原諒他的所做所為，恢復其職位為止。

### 晚年
到了阿克巴之子贾汉吉尔統治期間，阿齊茲·科卡因與曼·辛格一世共同支持賈漢吉爾長子霍斯勞·米爾扎發動的叛亂，導致他再次丟失了許多職位。霍斯勞是阿克巴選定的皇位接班人，晚年的阿克巴由於對兒子賈漢吉爾感到失望，於是把孫子霍斯勞的地位提升到賈漢吉爾之上。1606年，霍斯勞的叛亂被鎮壓，他先是被弄瞎，隨後被監禁。出於報復，賈汗吉爾剝奪了霍斯勞支持者們的絕大部分權力，並在《賈漢吉爾回憶錄》中大力斥責這些朝臣，阿齊茲·科卡對女婿霍斯勞甚為忠心，據記載他曾多次公開宣稱：
我願意讓他們（命運）將他（霍斯勞）成為統治者的好消息傳達到我的右耳，並從我的左耳奪走我的靈魂。
阿齊茲·科卡在晚年恢復了他的地位，但其家族卻再也無法像他父親阿塔嘎汗在世時那樣獲得皇室的青睞。1623年至1624年間，年邁的阿齊茲·科卡在德里尼扎姆丁聖陵建築群附近，建造了自己的陵墓恰烏薩斯·坎巴，陵墓共有64根柱子。

## 圖集

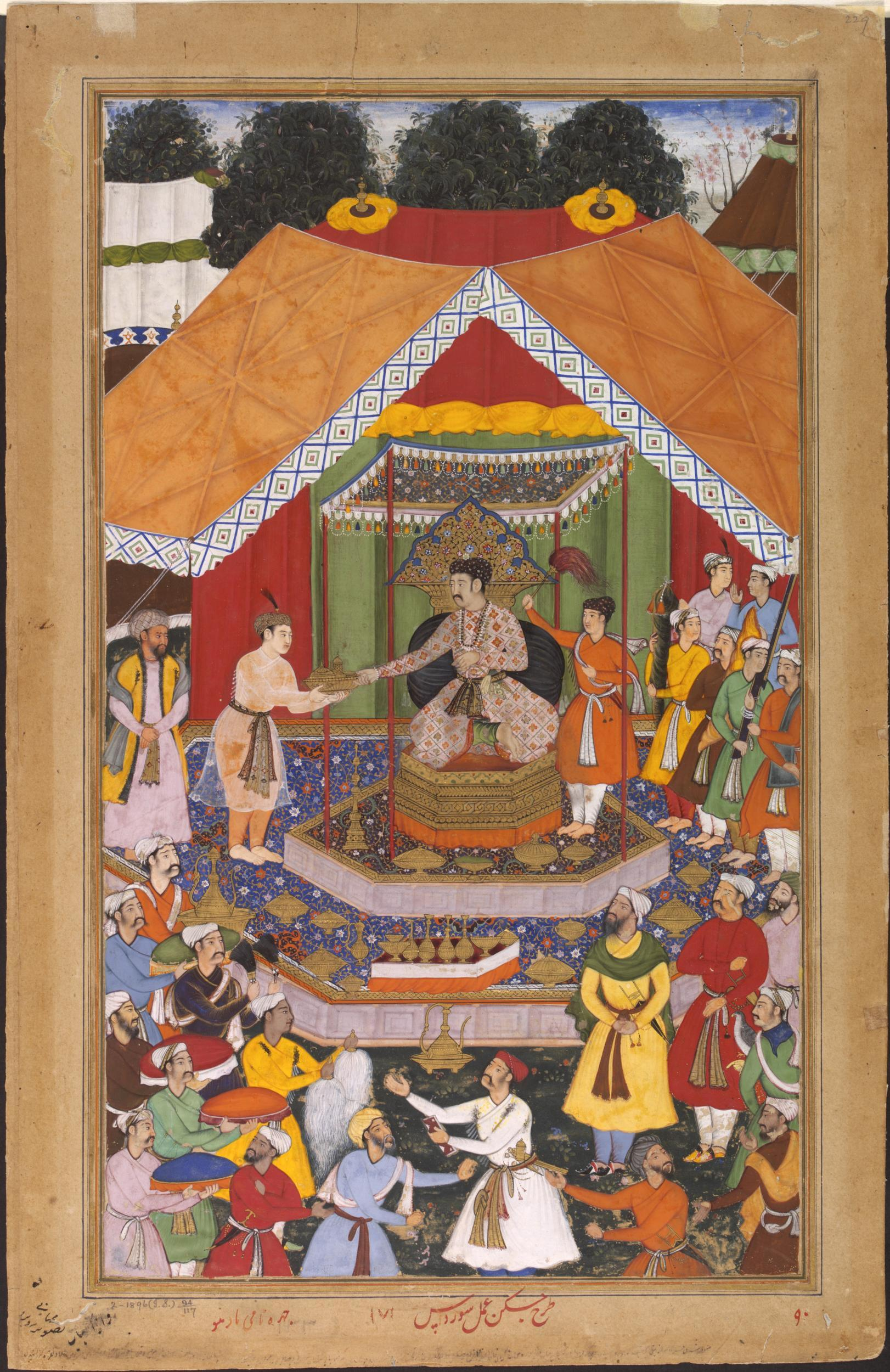
正向阿克巴獻禮的阿齊茲·科卡
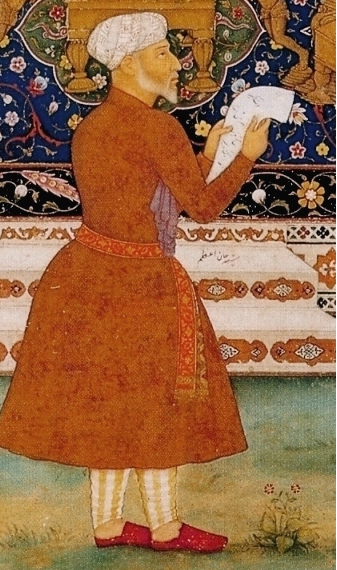
老年的阿齊茲·科卡
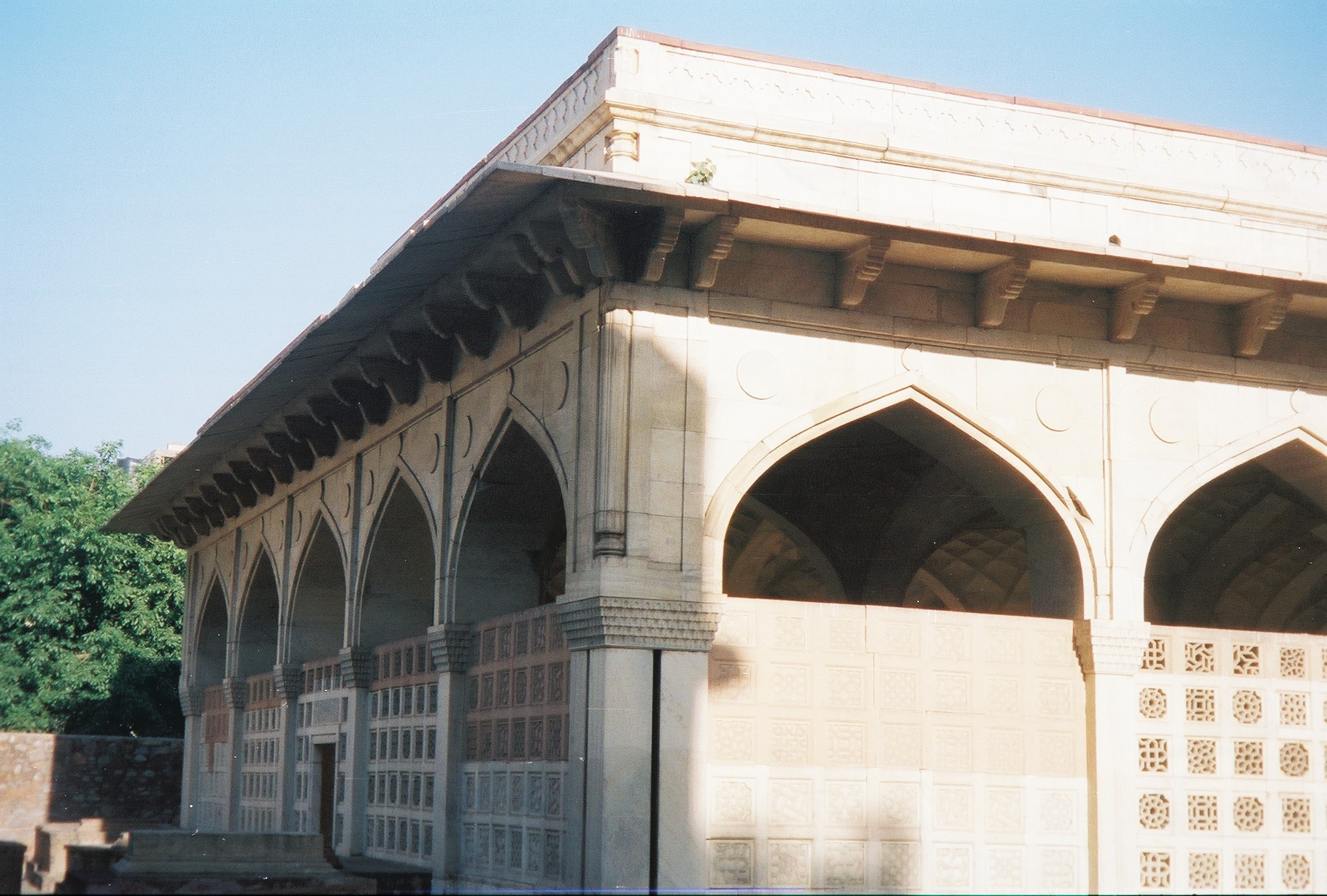
阿齊茲·科卡之墓